# علنج جاوي
علنج جاوي (الاسم العلمي:Alangium javanicum) هو نوع من النباتات يتبع جنس العلنج من الفصيلة القرانية.